# Rawanicze
Rawanicze (błr. Раванічы; ros. Рованичи) – wieś na Białorusi, w rejonie czerwieńskim obwodu mińskiego, około 23 km na północny wschód od Czerwieńska.

## Nazwa
Nazwa miejscowości pochodzi od nazwy plemienia Dregowicze.

## Historia
Pierwsza wzmianka o Rawaniczach jako własności rodziny Gasztołdów pochodzi z 1535 roku. Według spisu z 1549 roku we wsi znajdowało się 68 domów. Spis z 1667 roku świadczy o tym, że miejscowość licząca 33 dymy (czyli domy) należała do Krzysztofa Haraburdy herbu Abdank, a w 1690 roku – do braci Jana i Krzysztofa Haraburdów. W 1700 roku właścicielem majątku został książę Mikołaj Franciszek Ogiński, marszałek wołkowyski, miecznik wielki litewski, podskarbi nadworny litewski, kasztelan trocki, starosta radoszkowicki, berżnicki i jaswoński. Według Słownika geograficznego Królestwa Polskiego Rawanicze były w XVIII wieku królewszczyzną, stanowiąc część dzierżawy ochełnickiej. W 1771 roku Rawanicze i kilka sąsiednich wsi dzierżawili Pawlikowscy. Sejm Rozbiorowy 1773-1775, poza zatwierdzeniem I rozbioru Polski podjął szereg innych decyzji, w tym przekazanie dzierżawy ochełnickiej Antoniemu Tołłoczce, wojskiemu wołkowyskiemu. W 1790 roku dobra te kupił cześnik Antoni (albo Andrzej) Słotwiński, który ufundował tu 2 kościoły: w 1790 roku katolicki, pw. św. Antoniego (kościół filialny parafii berezyńskiej, w którym przez następne 100 lat chowano członków rodziny Słotwińskich) i w 1799 roku kościół unicki pw. Narodzenia Najświętszej Marii Panny. W wyniku II rozbioru Polski Rawanicze znalazły się w 1793 roku w Imperium Rosyjskim. Wieś była w posiadaniu rodziny Słotwińskich aż do rewolucji październikowej. Wiadomo, że w 1799 roku pracował tu browar. Po śmierci Antoniego Rawanicze odziedziczył jego syn Ludwik, marszałek guberni mińskiej (1853–1859). Miał wielkie zasługi dla rozwoju tej okolicy. Ok. 4 km od Rawanicz, zbudował w Słobodzie Rawanickiej nad rzeką Uszą wielką fabrykę sukna, dalej w całej rezydencyi wzniósł budynki murowane, wystawił pałac, założył obszerne sady fruktowe, opatrzył włościan swoich. (...) Młyny, propinacye i fabryka sukna czynią przeszło 2000 rubli dochodu. Fabryka działała od 1843 roku i zatrudniała na początku swego istnienia 40 robotników. Później uruchomiono fabrykę dywanów i fabrykę wyrobów szklanych. W 1863 roku otworzono też szkołę ludową. Kościół unicki został w 1862 roku przekształocny w cerkiew prawosławną. Spadkobiercą Ludwika był jego syn Gwidon, a kolejnym – syn Gwidona, Józef, który zginął w czasie I wojny światowej od bomby w Mińsku. W 1917 roku we wsi było 48 domów, pracowała poczta.
Po ustaleniu przebiegu granicy polsko-radzieckiej w 1921 roku wieś znalazła się na terytorium ZSRR, od 1991 roku – na terenie Białorusi. Od 1924 roku Rawanicze są siedzibą sielsowietu.

## Pałac

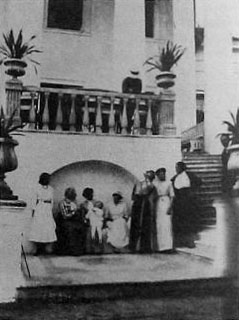
Przed wejściem do pałacu, przed 1918 rokiem

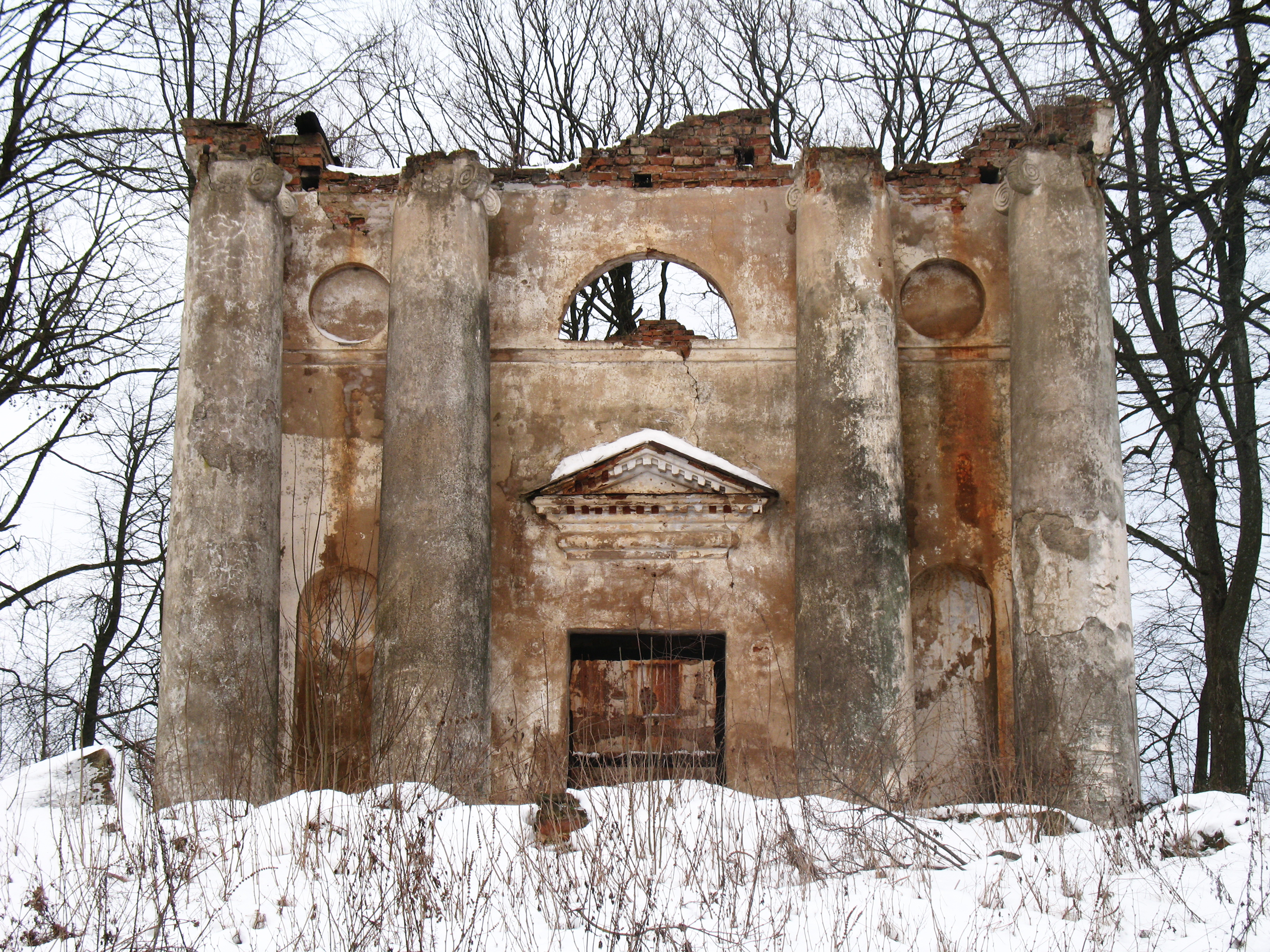
Ruina katolickiego kościoła św. Antoniego, 2011

Wybudowany przez Ludwika Słotwińskiego pałac stał na bardzo wysokiej podmurówce, był parterowy, w trójosiowej części centralnej był piętrowy. Część ta była powiększona przez ryzalit, przed którym stał sześciokolumnowy portyk zwieńczony trójkątnym szczytem. Cztery kolumny w wielkim porządku wysunięte były przed lico ryzalitu. Wnętrze miało układ dwutraktowy. W części centralnej znajdował się obszerny westybul z dębowymi schodami prowadzącymi do pokoi gościnnych na piętrze, zaś od ogrodu tej samej szerokości wielki prostokątny salon. Dom był ogrzewany piecami kaflowymi. W salonie ponadto był reprezentacyjny kominek.
Na ścianach znajdowała się kolekcja obrazów. Dużą wartość miała biblioteka.
Przed domem znajdował się duży owalny gazon, po jego dwóch stronach Ludwik zbudował parterowe oficyny.
Park miał powierzchnię około 10 ha. Ze względu na ukształtowanie terenu miał dwa poziomy: w górnej części stał pałac i oficyny; ta część została znacznie powiększona w 1907 roku. W części dolnej znajdowało się kilka sadzawek powstałych w wyniku spiętrzenia wód rzeki Wołny. Na największej sadzawce była wyspa, na której zbudowano altankę. Park był poprzecinany alejami.
Ruina pałacu istnieje do dziś, podobnie jak ruina kościoła św. Antoniego. Cerkiew została ostatecznie zniszczona w latach 50. XX wieku.
Majątek w Rawaniczach został opisany w 1. tomie Dziejów rezydencji na dawnych kresach Rzeczypospolitej Romana Aftanazego.